# Klášterní Hradisko
Klášterní Hradisko (německy Kloster Radisch) je historická osada vzniklá okolo kláštera Hradisko, nyní městská čtvrť a katastrální území na severu statutárního města Olomouce s cca 2 tisíci obyvateli.

## Historie
Klášterní Hradisko má svou bohatou historii úzce spjatu s historií Olomouce a klášter Hradisko patří k nejstarším na Moravě, lidé na zdejším návrší ostatně žili už za eneolitu, doklady o osídlení jsou i z období po zániku Velké Moravy. Samotný klášter byl založen 1078 k poctě svatého Štěpána olomouckým knížetem Otou I. Olomouckým a jeho ženou Eufémií. Ve 30. letech 12. století byl klášter zásluhou opata Bohumila celkově přestavěn. Téhož století zde působil nejstarší moravský dějepisec, tzv. hradišťský analista, a došlo také k vyhnání benediktýnů z Olomouce, na jejichž místo byl uveden řád premonstrátů.
V průběhu věků byl klášter několikrát významně poškozen. V roce 1241 byl vypleněn mongolskými vojsky pod vedením Bátúa a také za husitských válek byl táborskými vojsky kromě kostela sv. Štěpána vypálen. Poté došlo k menší obnově kláštera, ovšem v letech 1642–1650 byla Olomouc obsazena švédskými vojsky a došlo k dalšímu rozboření kláštera, přičemž nejcennější knihy byly odvezeny do Švédska jako válečná kořist. Postupně byl klášter opětovně obnoven a v 17. a 18. století získal barokní vzhled díky lombardskému architektu jménem Giovanni Pietro Tencalla, který pracoval pro Karla II. z Lichtenstein-Castelcornu. K definitivnímu zrušení kláštera došlo roku 1787 za josefínských reforem, majetek kanonie byl rozprodán. Už o dva roky dříve byl přeměněn na generální moravský seminář, v jehož čele v letech 1787–1790 působil Josef Dobrovský. Seminář byl ale zrušen už roku 1790 a objekty připadly armádě, která zde zřídila pevnostní skladiště. V roce 1800 zde byl zřízen zajatecký tábor francouzských vojáků a v lednu 1802 byla do Hradiska přestěhována vojenská nemocnice.
Klášteru původně patřilo rozsáhlé panství, ale po vzniku obecních samospráv v roce 1850 se jak klášter, tak malá osada okolo něj, tvořená dvěma hospodami a šesti dalšími domy, dostaly pod správu obce Černovír. Na rozdíl od ní zde ovšem došlo ke značnému průmyslovému rozvoji, roku 1870 vznikla velká sladovna bratří Kubelků, na jejímž provozu se později podíleli i další olomoučtí podnikatelé (Winter, Briessovi). Za okupace ji převzali Němci a zavedli zde farmaceutickou výrobu, která pokračovala i po poválečném znárodnění (Spofa, později Farmakon). Umístěna zde byla také rolnická škola se statkem, roku 1911 povýšená na střední zemědělskou školu, která byla dále rozšiřována. Po vzniku Velké Olomouce roku 1919 se osada Klášterní Hradisko spolu s Černovírem stala součástí města.
| Rok      | 1869 | 1880 | 1890 | 1900 | 1910 | 1921 | 1930 |
| -------- | ---- | ---- | ---- | ---- | ---- | ---- | ---- |
| Obyvatel | 204  | 346  | 636  | 639  | 494  | 973  | 997  |
| Domů     | 9    | 19   | 19   | 20   | 22   | 29   | 43   |
| Rok      | 1950 | 1961 | 1970 | 1980 | 1991 | 2001 | 2011 |
| Obyvatel | 1062 | 192  | 524  | 340  | 1007 | 2122 | 1817 |
| Domů     | 73   | ?    | 72   | 69   | 117  | 130  | 134  |